# Jean Mamère
Pour les articles homonymes, voir Mamère.
Jean Mamère, né à Libourne (Gironde) le 8 mai 1951 et mort le 26 août 1995, est un journaliste français ayant travaillé pour le groupe France Télévisions.

## Biographie
Il est le frère de Noël Mamère.
Après des études de journalisme à Bordeaux, il débute à FR3 Limoges. Après un passage à FR3 Champagne-Ardenne, il entre au service société d’Antenne 2 en 1981 et rejoint le service des sports un an plus tard. Passionné de voile et de rugby à XV, il devient l’un des spécialistes sur la chaîne. Il fait également partie de l'équipe de journalistes couvrant Roland-Garros pour Antenne 2 à partir de 1988.
Sur la même chaîne, entre-temps renommée France 2, on lui confie en 1991 la présentation de l’émission Samedi Sport.
Il meurt d'un cancer foudroyant à l'âge de 44 ans et est enterré à Libourne au cimetière de la Paillette,.
Sa fille Marie Mamère est journaliste au service des sports de France Télévisions.